# James Hutchison, 1. Baronet
Sir James Riley Holt Hutchison, 1. Baronet DSO TD (* 10. April 1893; † 24. Februar 1979) war ein schottisch-britischer Politiker und Offizier.

## Leben
Hutchison war der ältere Sohn des Reeders Thomas Holt Hutchison (1861–1918) und dessen Ehefrau Florence Riley († 1939). Er besuchte die Stanmore Park School sowie die Harrow School in London und wechselte dann an die Kelvinside Academy in Glasgow. 1912 trat er als Second Lieutenant der Lanarkshire Yeomanry in die Territorialarmee der British Army ein und wurde nach Ausbruch des Ersten Weltkriegs in Frankreich an der Westfront eingesetzt. Im Verlauf des Krieges wurde er 1916 zur Britisch-Indischen Armee abgestellt, als Lieutenant der 19th Lancers und ab 1917 der 17th Cavalry. Er wurde als Ritter der französischen Ehrenlegion und mit dem französischen Croix de guerre ausgezeichnet. Er blieb bis 1933 Reserveoffizier der Lanarkshire Yeomanry und stieg dort bis in den Rang eines Lieutenant-Colonel und Brevet-Colonel auf.
Zwischen 1918 und 1933 war Hutchison Direktor der Ailsa Shipbuilding Company in Troon. Am 1. März 1920 heiratete er Dorothy Joan Surtees († 1939). Die Ehe blieb kinderlos und wurde 1922 geschieden. 1928 wurde Hutchison mit der Territorial Decoration ausgezeichnet. Im selben Jahr heiratete er seine zweite Ehefrau Winefryde Eleanor Mary Craft († 1988). Aus der Ehe gingen zwei Kinder hervor, Jancis (1929–vor 1999) und Peter (1935–2019). Im Zweiten Weltkrieg leitete er die Free French Section im britischen Geheimdienst Special Operations Executive. Für seine Verdienste wurde er 1945 als Companion des Distinguished Service Order ausgezeichnet. 1948 erhielt er das Amt des Honorary Colonel seiner alten Einheit der Lanarkshire Yeomanry. Am 26. Januar 1956 wurde ihm der erbliche Adelstitel Baronet, of Rossie in the County of Perth, verliehen. Im Oktober 1956 wurde die Lanarkshire Yeomanry mit anderen Einheiten zur Queen’s Own Lowland Yeomanry verschmolzen und Hutchison amtierte bis 1963 als Honorary Colonel dieser neuen Einheit. 1972 wurde er als Officer in den Order of Saint John aufgenommen.

## Politischer Werdegang
Seit 1923 hielt der Unionist William Alexander das Unterhausmandat des Wahlkreises Glasgow Central. Zu den Unterhauswahlen 1945 trat Alexander nicht mehr an. Stattdessen bewarb sich sein Parteikollege Hutchison um das Mandat des Wahlkreises. Seine Hauptkontrahent war der Labour-Politiker James McInnes, gegen den er sich im Wahltag jedoch durchsetzen konnte und in der Folge erstmals in das britische Unterhaus einzog. Bis zu den folgenden Unterhauswahlen 1950 hatte sich die politische Stimmungslage geändert und Hutchison unterlag dieses Mal dem Labour-Kandidaten und schied zunächst aus dem Unterhaus aus.
Im benachbarten Wahlkreis Glasgow Scotstoun verstarb der Abgeordnete Arthur Stewart Leslie Young nur wenige Monate nach der Wahl. Aus diesem Grund wurden im Oktober 1950 im Wahlkreis Nachwahlen durchgeführt, zu denen Youngs Parteikollege Hutchison antrat. Entgegen der politischen Stimmung hielt er den Wahlkreis für die Unionisten. Bei den folgenden Unterhauswahlen 1951 und 1955 hielt Hutchison sein Mandat. Zu den Wahlen 1959 trat er nicht mehr an. Das Mandat ging an den Labour-Kandidaten William Watson Small, der es bis zur Abschaffung des Wahlkreises 1974 hielt.